# Kazuko Ikeda
Kazuko Ikeda (池田 和子?, Ikeda Kazuko; Myōkōkōgen, 2 agosto 1974) è un'ex sciatrice alpina giapponese.

## Biografia
Specialista delle prove tecniche originaria di Niigata, la Ikeda debuttò in campo internazionale in occasione dei Campionati mondiali di Morioka 1993, dove si classificò 31ª nello slalom speciale; esordì in Coppa del Mondo il 26 novembre 1994 a Park City in slalom gigante, senza concludere la prova, e ai Mondiali di Sierra Nevada 1996 si classificò 20ª nello slalom speciale e non completò lo slalom gigante. L'anno dopo, nella rassegna iridata di Sestriere 1997, si piazzò 29ª nello slalom speciale e non completò nuovamente lo slalom gigante; sempre nel 1997 conquistò l'ultima vittoria (nonché ultimo podio) in Far East Cup, il 17 marzo a Nozawaonsen in slalom speciale, e ottenne il miglior piazzamento in Coppa del Mondo, il 25 ottobre a Tignes in slalom gigante (22ª).
Ai XVIII Giochi olimpici invernali di Nagano 1998, sua unica presenza olimpica, arrivò 25ª nello slalom gigante e 17ª nello slalom speciale; l'anno dopo ai Mondiali di Vail/Beaver Creek 1999, sua ultima presenza iridata, si classificò 35ª nello slalom gigante e non completò lo slalom speciale. Prese per l'ultima volta il via in Coppa del Mondo il 24 febbraio 1999 a Åre in slalom gigante, senza concludere la prova, e si ritirò al termine di quella stessa stagione 1998-1999; la sua ultima gara fu lo slalom gigante dei Campionati italiani 1999, disputato il 31 marzo a Campo Felice/Campo Imperatore/Ovindoli e non completato dalla Ikeda.

## Palmarès

### Coppa del Mondo
- Miglior piazzamento in classifica generale: 91ª nel 1998

### Coppa Europa
- Miglior piazzamento in classifica generale: 39ª nel 1999
- 1 podio (dati dalla stagione 1994-1995):
  - 1 vittoria

#### Coppa Europa - vittorie
| Data            | Località        | Paese     | Specialità |
| --------------- | --------------- | --------- | ---------- |
| 5 dicembre 1998 | Špindlerův Mlýn | Rep. Ceca | SL         |

Legenda:

SL = slalom speciale

### Nor-Am Cup
- 2 podi (dati dalla stagione 1994-1995):
  - 2 secondi posti

### South American Cup
- 1 podio (dati dalla stagione 1994-1995):
  - 1 secondo posto

### Far East Cup
- 11 podi (dati dalla stagione 1994-1995):
  - 5 vittorie
  - 5 secondi posti
  - 1 terzo posto

#### Far East Cup - vittorie
| Data          | Località    | Paese    | Specialità |
| ------------- | ----------- | -------- | ---------- |
| 7 marzo 1995  | Nozawaonsen | Giappone | GS         |
| 8 marzo 1995  | Nozawaonsen | Giappone | GS         |
| 10 marzo 1996 | Shigakōgen  | Giappone | GS         |
| 16 marzo 1997 | Nozawaonsen | Giappone | GS         |
| 17 marzo 1997 | Nozawaonsen | Giappone | SL         |

Legenda:

GS = slalom gigante

SL = slalom speciale

### Campionati giapponesi
- 5 medaglie (dati dalla stagione 1994-1995):
  - 3 ori (discesa libera, supergigante, slalom speciale nel 1995)
  - 2 argenti (slalom gigante nel 1995; slalom speciale nel 1996)